# 4175 Billbaum
A 4175 Billbaum (ideiglenes jelöléssel 1985 GX) a Naprendszer kisbolygóövében található aszteroida. Edward L. G. Bowell fedezte fel 1985. április 15-én.